# Arquebisbat de Ranchi
L'arquebisbat de Ranchi (hindi: रांची के सूबा, llatí: Archidioecesis Ranchiensis) és una seu metropolitana de l'Església Catòlica a l'Índia. El 2004 tenia 116.758 batejats sobre una població de 2.863.996 habitants. Actualment està regida per l'arquebisbe cardenal Telesphore Placidus Toppo.
Com diu la seva pàgina web, "subscriu de ahimsa i satyagraha".

## Territori
L'arxidiòcesi comprèn els districtes de Ranchi (en part) i Lohardaga, a l'estat indi de Jharkhand.
La seu arxiepiscopal és la ciutat de Ranchi, on es troba la catedral de la Immaculada Concepció de Santa Maria.
El territori s'estén sobre 5.299 km² i està dividit en 31 parròquies.

## Història
El primer jesuïta belga que arribà a Chotanagpur va ser Pare Auguste Stockman. Viatjà en carro de bous des de Midnapur i des d'un difícil viatge de dues setmanes arribà a Chaibasa el 25 de novembre de 1868. El seu treball a la tribu Ho no va donar resultats, traslladant-se cap al districte de Ranchi el gener de 1875.
Altres jesuïtes belgues van arribar a Ranchi el 1877 per actuar com capellans militars a les tropes de Doranda (Ranchi). A mesura que les perspectives de l'evangelització entre les tribus de Chotanagpur eren brillants, els primers llocs de missió es van obrir entre els Mundes. No obstant això, el veritable impuls va venir de Pare Constant Lievens, que va arribar a Doranda el 18 de març de 1885. Sovint se l'anomena l'Apòstol de Chotanagpur. Va deixar Ranchi el 26 d'agost de 1892, un home trencat. Va morir a Lovaina (Bèlgica) el 7 de novembre de 1893. Un segle més tard, el 7 de novembre de 1993 les seves restes mortals van ser reenterrades a la catedral de Ranchi. La seva causa de beatificació va ser inaugurada oficialment a Moorslede, a la diòcesi de Bruges (Bèlgica) el 15 de març del 2001.
Per ajudar els missioners, les Germanes de Loreto d'Irlanda van obrir un convent a la casa de camp vermella a Purulia Road, Ranchi, al març de 1890. Va ser aquí que les Filles de Santa Anna, una congregació diocesana, van tenir el seu inici en 1897. Les germanes Ursulines de Tildonk, Bèlgica es van establir en el mateix recinte el 13 de gener de 1903.
El 1927 la Missió de Ranchi s'havia desenvolupat fins al punt que la Santa Seu, mitjançant la butlla In omnes christiani del Papa Pius XI de data 25 de maig de 1927, es va separar de l'arxidiòcesi de Calcuta per formar una nova diòcesi, amb Ranchi com a seu episcopal i Monsenyor Louis Van Hort, SJ, com el primer bisbe. Va ser succeït per Oscar Sevrin, SJ, el 1934, que va ser pastor durant 18 anys (1934-1952).
A mesura que s'expandia la fe i va arrelar a Chotanagpur, l'Església Catòlica estava construint-se i desenvolupant-se, especialment a través de les parròquies i escoles. Aviat el ràpid creixement de la missió és imperativa una crida a altres treballadors, els Pares Verbitans i els jesuïtes australians i estatunidencs.
Per a una millor atenció pastoral dels fidels, la gran arxidiòcesi de Ranchi es va dividir i el 14 de juny de 1951 cedí territori perquè s'erigís la diòcesi de Sambalpur; i el 13 de desembre del mateix any per a la de Raigarh-Ambikapur (avui dividida en el bisbat de Raigarh i el bisbat d'Ambikapur).
El 19 de setembre de 1953, la diòcesi de Ranchi va ser elevada a la categoria d'arxidiòcesi metropolitana, amb Sambalpur i Cuttack com les seves sufragànies, mitjançant la butlla Mutant resdel Papa Pius XII. El 2 de juliol de 1962, es va crear la Diòcesi de Jamshedpur. Després, en 1968, la diòcesi de Patna i Bhagalpur i la Prefectura de Balasore es van fer sufragànies de Ranchi Arquidiócesis. De nou el 5 de juny, 1971, la Diòcesi de Daltonganj, que comprèn els districtes civils de Hazaribagh (que al seu torn va esdevenir una diòcesi el 12 de maig de 1995), i Palamau va ser tallat fora de l'arxidiòcesi de Ranchi. El 1980, Muzaffarpur Diòcesi es va formar a partir d'una part de Patna Diòcesi i va fer sufragània de Ranchi.
Les illes Andaman es van convertir en part de Ranchi el 1947, i des de 1966 estaven sota la cura dels Pares de Pilar, i va esdevenir una nova diòcesi el 26 de juny de 1984.
L'1 de juliol de 1993, dues noves diòcesis, Gumla i Simdega, es van establir, desmembrat el territori de l'arxidiòcesi de Ranchi. El 12 de maig de 1995 s'establí la nova diòcesi de Khunti també amb territori de l'arxidiòcesi de Ranchi. El 1998 es van crear dues noves diòcesis més, al nord del Ganges, i fetes sufragànies de Ranchi, Bettiah i Purnea.
Per tant, la diòcesi de Ranchi original quedà dividida en 14 diòcesis incloent l'actual arxidiòcesi de Ranchi. El 16 de març de 1999, la Província Eclesiàstica de Ranchi es bifurca a l'espera de la creació de Jharkhand. Patna, capital de Bihar, va esdevenir una arxidiòcesi amb quatre sufraganis :. Bettiah, Bhagalpur, Muzaffarpur i Purnea.
Les diòcesis de Daltonganj, Dumka, Gumla, Hazaribag, Jamshedpur, Khunti, Port Blair i Simdega són sufragànies de l'arxidiòcesi.
El cardenal Telesphore Toppo és bisbe de la diòcesi des de 1985. Vicente Barwa és bisbe auxiliar des de 2004. Binay Kandulna va ser nomenat bisbe auxiliar el febrer de 2009.

## Cronologia episcopal
- Ludovico Van Hoeck, S.J. † (15 de febrer de 1928 - 30 d'abril de 1933 mort)
- Oscar Sevrin, S.J. † (9 d'abril de 1934 - 13 de desembre de 1951 nomenat bisbe de Raigarh-Ambikapur)
- Niclas Kujur, S.J. † (13 de desembre de 1951 - 24 de juliol de 1960 mort)
- Pius Kerketta, S.J. † (7 de març de 1961 - 7 d'agost de 1985 jubilat)
- Telesphore Placidus Toppo, des del 7 d'agost de 1985

## Estadístiques
A finals del 2004, la diòcesi tenia 116.758 batejats sobre una població de 2.863.996 persones, equivalent al 4,1% total.
| any  | població | població  | població | sacerdots | sacerdots       | sacerdots       | sacerdots             | diaques | religiosos | religiosos | parròquies |
| ---- | -------- | --------- | -------- | --------- | --------------- | --------------- | --------------------- | ------- | ---------- | ---------- | ---------- |
| any  | batejats | total     | %        | total     | clergat secular | clergat regular | batejats por sacerdot | diaques | homes      | dones      |            |
| 1949 | 346.578  | 7.950.000 | 4,4      | 172       | 48              | 124             | 2.014                 |         | 124        | 234        | 50         |
| 1969 | 326.044  | 6.944.775 | 4,7      | 260       | 81              | 179             | 1.254                 |         | 385        | 628        | 62         |
| 1980 | 344.904  | 3.215.000 | 10,7     | 270       | 90              | 180             | 1.277                 |         | 438        | 862        | 66         |
| 1990 | 411.909  | 3.193.000 | 12,9     | 384       | 166             | 218             | 1.072                 |         | 369        | 834        | 93         |
| 1999 | 107.852  | 1.872.324 | 5,8      | 155       | 35              | 120             | 695                   |         | 244        | 576        | 28         |
| 2000 | 110.921  | 1.872.324 | 5,9      | 178       | 35              | 143             | 623                   |         | 306        | 565        | 28         |
| 2001 | 113.645  | 2.454.044 | 4,6      | 176       | 42              | 134             | 645                   |         | 254        | 593        | 28         |
| 2002 | 114.683  | 2.517.372 | 4,6      | 170       | 42              | 128             | 674                   |         | 219        | 714        | 30         |
| 2003 | 115.201  | 2.796.892 | 4,1      | 183       | 51              | 132             | 629                   |         | 257        | 688        | 30         |
| 2004 | 116.758  | 2.863.996 | 4,1      | 174       | 45              | 129             | 671                   |         | 254        | 724        | 31         |